# Ada Ciganlija

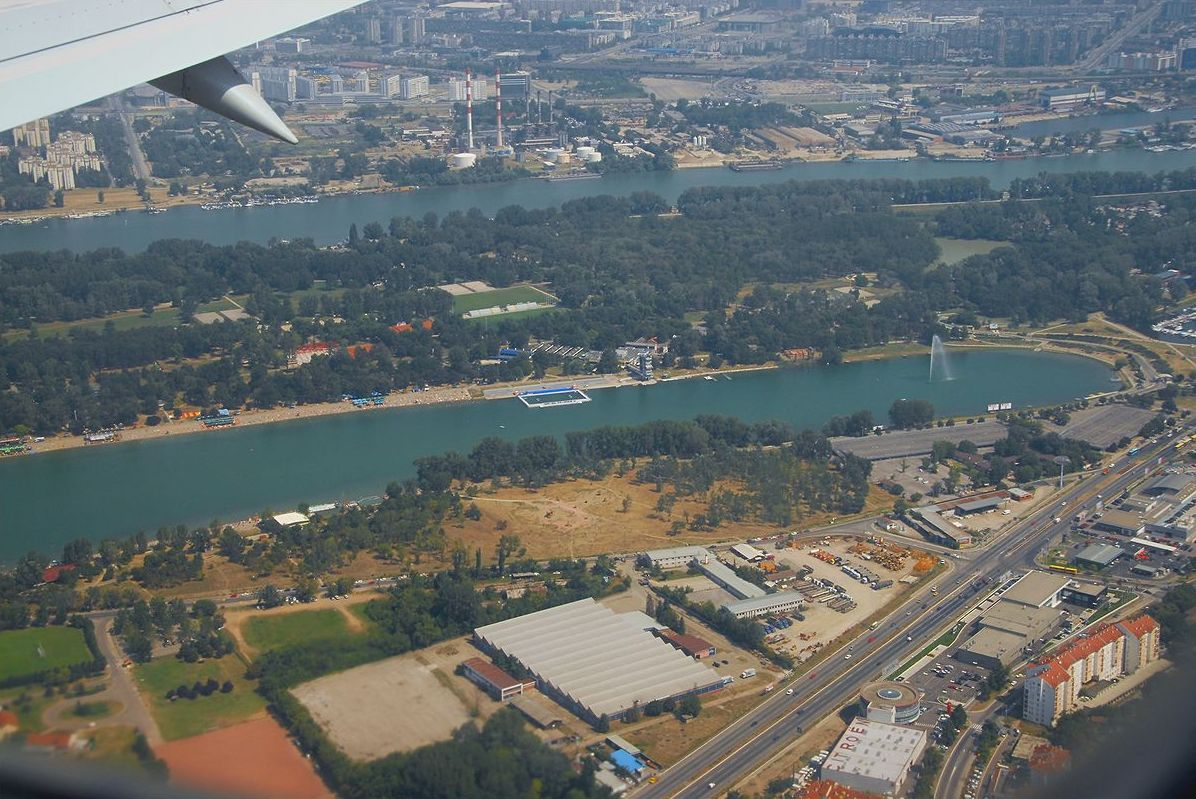
Letecký pohled: Ada Ciganlija porostlá stromy mezi hlavním tokem Sávy a Novou Sávou

Ada Ciganlija (cyrilicí Ада Циганлија) je poloostrov ležící v Bělehradě na řece Sávě. Původně byl říčním ostrovem, v roce 1967 bylo jižní rameno Sávy přehrazeno dvojicí umělých náspů a vzniklo protáhlé jezero známé jako Nová Sáva. Oblast je vyhlášeným rekreačním centrem pro obyvatele srbské metropole, známým prostě jako Ada nebo More BeogrAda.
Ada Ciganlija se nachází 4 km od ústí Sávy do Dunaje a je součástí bělehradské čtvrti Čukarica. Poloostrov je dlouhý 6 km, široký maximálně 700 m a má rozlohu 2,7 km². Naproti přes řeku leží čtvrť Novi Beograd s velkými panelovými sídlišti, uprostřed říčního toku mezi Adou Ciganlijou a Novim Beogradem se nachází malý neobydlený ostrůvek Ada Međica. V roce 2012 byl otevřen zavěšený most Most na Adi, který spojuje oba břehy Sávy a dotýká se východní špičky Ady Ciganliji.
Blízkost vody a množství stromů činí z Ady Ciganliji příjemné místo, které v letních vedrech vyhledávají obyvatelé velkoměsta — o víkendu sem dorazí až 300 000 návštěvníků. Poloostrov nabízí řadu sportovních hřišť, pláží vhodných ke koupání a opalování, restaurací a nočních klubů, hojně ho navštěvují také rybáři a veslaři. Nachází se zde golfové hřiště, zoopark, fontána a množství kamenných soch. Srbská televize odsud vysílala pravidelnou hudebně-zábavní show Leto na Adi.